# Cyber Sunday 2008
Cyber Sunday 2008 was een pay-per-viewevenement in het professioneel worstelen dat geproduceerd werd door World Wrestling Entertainment (WWE). Cyber Sunday vond plaats op 26 oktober 2008 in het US Airways Center in Phoenix, Arizona. Het was het vijfde pay-per-viewevenement volgens dit concept, maar het derde met deze naam. Hiervoor stond het bekend als Taboo Tuesday. Superstars van alle drie de brands namen hieraan deel.
Het concept van Cyber Sunday hield in dat fans konden stemmen naar aanleiding van bepaalde vragen. Er kon bijvoorbeeld worden gevraagd wie de tegenstander van een bepaalde worstelaar moest zijn of wie de gastscheidsrechter zou zijn. Voorheen gebeurde dit via online stemmen, maar vanaf 2008 gebeurde dit met Shosms. De uitslagen van de stemmingen werden in principe van tevoren bepaald, maar meestal bleken de antwoorden van de fans sterk overeen te komen met de plannen van de WWE. Daarom werden meestal de echte uitslagen getoond.

## Achtergrond
Op de editie van 6 oktober 2008 van RAW werd bekend dat Stone Cold Steve Austin (Steve Williams) zou verschijnen als kandidaat voor de positie van gastscheidsrechter in de World Heavyweight Championship-wedstrijd tussen Chris Jericho (Chris Irvine) en Batista (Dave Bautista).
Op 13 oktober werden nog twee wedstrijden bekendgemaakt, namelijk Rey Mysterio vs Kane en Undertaker vs Big Show. De WWE Universe kon bij Kane vs Rey Mysterio een wedstrijdsoort kiezen. Er kon gekozen worden tussen een Falls Count Anywhere Match, No Holds Barred Match of een 2 out of 3 Falls Match.
Op de wekelijkse ECW van 14 oktober werd bekendgemaakt dat er een tegenstander voor Matt Hardy gekozen kon worden op Cyber Sunday. Er werden twee wedstrijden gehouden om twee kandidaten te bepalen. De derde kandidaat was Mark Henry. Evan Bourne versloeg Chavo Guerrero en Finlay versloeg John Morrison als kandidaat voor de tegenstander van Hardy op Cyber Sunday.

## Stemresultaten
| Poll | Resultaten |
| --- | ---------- |
| Tegenstander voor Shelton Benjamin\| - R-Truth (59%) *Festus (26%) *Montel Vontavious Porter (15%) |            |
| Type match voor Kane vs. Rey Mysterio\| - No Holds Barred Match (39%) *Falls Count Anywhere Match (35%) *Two out of three falls match (26%)                                                                       |            |
| Tegenstander voor Matt Hardy\| - Evan Bourne (69%) *Finlay (25%) *Mark Henry (6%) |            |
| - John Morrison & The Miz vs. Cryme Tyme (38%) *Cody Rhodes & Ted DiBiase (c) vs. CM Punk & Kofi Kingston (voor de World Tag Team Championship) (35%) *William Regal & Layla vs. Jamie Noble & Mickie James (27%) |            |
| Tegenstander voor Santino Marella\| - The Honky Tonk Man (35%) *Roddy Piper (34%) *Goldust (31%) |            |
| Type match voor Big Show vs. The Undertaker\| - Last Man Standing Match (49%) *"I Quit" match (42%) *Knockout Match (9%)                                                                                          |            |
| Tegenstander voor Triple H\| - Jeff Hardy (57%) *Jeff Hardy vs. Vladimir Kozlov (Triple Threat Match) (38%) *Vladimir Kozlov (5%)                                                                                 |            |
| Special guest referee voor Chris Jericho vs. Batista\| - Steve Austin (74%) *Shawn Michaels (22%) *Randy Orton (4%)                                                                                               |            |

## Matchen
| Match                                      | Aantekeningen                                                                              | Winnaar                                                          |
| ------------------------------------------ | ------------------------------------------------------------------------------------------ | ---------------------------------------------------------------- |
| Shelton Benjamin (c) R-Truth               | Single match voor de WWE United States Championship                                        | Shelton Benjamin (c)                                             |
| Kane vs. Rey Mysterio                      | No Holds Barred Match                                                                      | Rey Mysterio                                                     |
| Matt Hardy (c) vs. Evan Bourne             | Single match voor de ECW Championship                                                      | Matt Hardy (c)                                                   |
| John Morrison & The Miz vs. Cryme Tyme     | Tag team match                                                                             | John Morrison & The Miz                                          |
| Santino Marella (c) vs. The Honky Tonk Man | Single match voor de WWE Intercontinental Championship                                     | The Honky Tonk Man (nc) door diskwalificatie van Santino Marella |
| Big Show vs. The Undertaker                | Last Man Standing Match                                                                    | The Undertaker                                                   |
| Triple H (c) vs. Jeff Hardy                | Single match voor de WWE Championship                                                      | Triple H (c)                                                     |
| Chris Jericho (c) vs. Batista              | Single match voor de World Heavyweight Championship met special guest referee Steve Austin | Batista (nc)                                                     |

(c) huidige kampioen voor en na de match | (nc) nieuwe kampioen na de match